# Eerste nationale herenhandbal 2010/11
De eerste nationale 2010–11 is de hoogste divisie in het Belgische handbal.

## Teams
| Ploeg                       | Plaats             | Provincie      | Trainers                                                  | Hal                         |
| --------------------------- | ------------------ | -------------- | --------------------------------------------------------- | --------------------------- |
| HC AtomiX                   | Haacht             | Vlaams-Brabant | Vlag van onbekend gebied                                  | Den Dijk                    |
| Achilles Bocholt            | Bocholt            | Limburg        | Gabrie Rietbroek Harold Nüsser ontslagen in november 2010 | De Damburg                  |
| HC Eynatten-Raeren          | Eynatten - Raeren  | Luik           | Mariusz Kedziora                                          | Sporthalle Eynatten         |
| KTSV Eupen                  | Eupen              | Luik           | Vlag van onbekend gebied                                  | Sportzentrum Eupen          |
| Initia HC Hasselt           | Hasselt            | Limburg        | Luc Boiten                                                | Alverberg                   |
| VOO HC Herstal-Flémalle ROC | Flémalle - Herstal | Luik           | Jean-Luc Grandjean                                        | Hall omnisports André Cools |
| KV Sasja HC                 | Hoboken            | Antwerpen      | Alex Jacobs                                               | Sorghvliedt                 |
| Sporting Neerpelt-Lommel    | Neerpelt - Lommel  | Limburg        | Predrag Dosen                                             | Dommelhof                   |
| United HC Tongeren          | Tongeren           | Limburg        | Jos Schouterden                                           | Eburons Dôme                |
| Union Beynoise              | Beyne-Heusay       | Luik           | Olivier Leleux                                            | Hall Omnisports Edmond Rigo |

## Reguliere competitie
| Pos | Club                        | Wed | W  | G | V  | Ptn | DT  | DV  | +/−  | Opmerking                |
| --- | --------------------------- | --- | -- | - | -- | --- | --- | --- | ---- | ------------------------ |
| 1   | Initia HC Hasselt           | 18  | 15 | 3 | 0  | 33  | 624 | 482 | 142  | Geplaatst voor Play-off  |
| 2   | United HC Tongeren          | 18  | 14 | 1 | 3  | 29  | 537 | 421 | 116  | Geplaatst voor Play-off  |
| 3   | Achilles Bocholt            | 28  | 12 | 2 | 4  | 26  | 543 | 493 | 50   | Geplaatst voor Play-off  |
| 4   | Sporting Neerpelt-Lommel    | 18  | 12 | 1 | 5  | 25  | 532 | 506 | 26   | Geplaatst voor Play-off  |
| 5   | KV Sasja HC                 | 18  | 11 | 1 | 6  | 23  | 574 | 523 | 51   | Geplaatst voor Play-down |
| 6   | HC Eynatten-Raeren          | 18  | 6  | 1 | 11 | 13  | 504 | 559 | -55  | Geplaatst voor Play-down |
| 7   | Union Beynoise              | 18  | 5  | 1 | 12 | 11  | 516 | 570 | -54  | Geplaatst voor Play-down |
| 8   | HC AtomiX                   | 18  | 3  | 3 | 12 | 9   | 484 | 558 | -74  | Geplaatst voor Play-down |
| 9   | VOO HC Herstal-Flémalle ROC | 18  | 4  | 0 | 14 | 8   | 466 | 542 | -76  | Geplaatst voor Play-down |
| 10  | KTSV Eupen                  | 18  | 1  | 1 | 16 | 3   | 485 | 611 | -126 | Geplaatst voor Play-down |

## Nacompetitie

### Play-down
| Pos | Club                        | Wed | W | G | V | Ptn | DV  | DT  | +/− | BP | Opmerking                          |
| --- | --------------------------- | --- | - | - | - | --- | --- | --- | --- | -- | ---------------------------------- |
| 1   | KV Sasja HC                 | 10  | 6 | 0 | 4 | 18  | 328 | 268 | 60  | +6 |                                    |
| 2   | HC Eynatten-Raeren          | 10  | 5 | 1 | 4 | 16  | 300 | 307 | -7  | +5 |                                    |
| 3   | HC AtomiX                   | 10  | 6 | 0 | 4 | 15  | 285 | 282 | 3   | +3 |                                    |
| 4   | Union Beynoise              | 10  | 5 | 0 | 5 | 14  | 297 | 304 | -7  | +4 |                                    |
| 5   | VOO HC Herstal-Flémalle ROC | 10  | 4 | 0 | 6 | 10  | 276 | 287 | -11 | +2 |                                    |
| 6   | KTSV Eupen                  | 10  | 3 | 1 | 6 | 8   | 291 | 329 | -38 | +1 | Gedegradeerd naar tweede nationale |

### Play-off
| Pos | Club                     | Wed | W | G | V | Ptn | DT  | DV  | +/− | BP | Opmerking                       |
| --- | ------------------------ | --- | - | - | - | --- | --- | --- | --- | -- | ------------------------------- |
| 1   | United HC Tongeren       | 6   | 5 | 0 | 1 | 14  | 184 | 163 | 21  | +3 | Geplaatst voor de Best of Three |
| 2   | Initia HC Hasselt        | 6   | 4 | 0 | 2 | 11  | 176 | 161 | 15  | +4 | Geplaatst voor de Best of Three |
| 3   | Sporting Neerpelt-Lommel | 6   | 2 | 0 | 4 | 5   | 174 | 190 | -16 | +1 | Speelt voor de 3e en 4e plaats  |
| 4   | Achilles Bocholt         | 6   | 1 | 0 | 5 | 4   | 159 | 179 | -20 | +2 | Speelt voor de 3e en 4e plaats  |

### 3e en 4e plaats
| 14 mei 2011 | Sporting Neerpelt-Lommel | 33 - 32 | Achilles Bocholt | Dommelhof, Neerpelt |
| 14 mei 2011 |                          |         |                  | Dommelhof, Neerpelt |
| 14 mei 2011 |                          |         |                  | Dommelhof, Neerpelt |

### Best of Three
| 14 mei 2011 | United HC Tongeren | 21 - 23 | Initia HC Hasselt | Eburons Dôme, Tongeren |
| 14 mei 2011 |                    |         |                   | Eburons Dôme, Tongeren |
| 14 mei 2011 |                    |         |                   | Eburons Dôme, Tongeren |

| 21 mei 2011 | Initia HC Hasselt | 37 - 34 | United HC Tongeren | Alverberg, Hasselt |
| 21 mei 2011 |                   |         |                    | Alverberg, Hasselt |
| 21 mei 2011 |                   |         |                    | Alverberg, Hasselt |

|                   |
| INITIA HC HASSELT |
| 11de titel        |